# Opinión consultiva sobre identidad de género, e igualdad y no discriminación a parejas del mismo sexo
La Opinión Consultiva OC 24/17 de 24 de noviembre de 2017 solicitada por la República de Costa Rica (también conocida como Opinión Consultiva sobre identidad de género, e igualdad y no discriminación a parejas del mismo sexo) fue un pronunciamiento de la Corte Interamericana de los Derechos Humanos (Corte IDH) mediante el cual se interpretó el alcance de los artículos 11.24, 185 y 246 de la Convención Americana sobre Derechos Humanos (CADH) para el reconocimiento del cambio de nombre de las personas, de acuerdo con la identidad de género de cada una y el reconocimiento de los derechos patrimoniales derivados de un vínculo entre personas del mismo sexo.
El caso se remonta al 18 de mayo de 2016, cuando el Gobierno de Costa Rica representado por la vicepresidenta Ana Helena Chacón, presentó ante la Corte Interamericana una solicitud de opinión consultiva para determinar si el Pacto de San José de Costa Rica protegía el reconocimiento del cambio de nombre de las personas, de acuerdo con la identidad de género de cada una; si el Código Civil de Costa Rica tenía un procedimiento óptimo para aquellas personas que querían optar por un cambio de nombre según su identidad de género; y finalmente, si la Convención Americana reconocía y protegía los derechos patrimoniales derivados de un vínculo entre personas del mismo sexo.
La Corte, en una histórica decisión, determinó que el derecho de las personas a acceder a un cambio de nombre según su identidad de género autopercibida en la vía administrativa, gratuita y expedita, era un derecho protegido por la Convención Americana de Derechos Humanos, además que los Estados miembros del Sistema Interamericano de Derechos Humanos debían garantizar el acceso de las parejas homosexuales a las figuras jurídicas ya existentes, incluyendo el matrimonio.

## Las preguntas de Costa Rica
En específico, el gobierno costarricense le planteó cinco interrogantes a la Corte Interamericana:
1. Tomando en cuenta que la identidad de género es una categoría protegida por los artículos 1 y 24 de la CADH, además de lo establecido en los numerales 11.2 y 18 de la Convención ¿contempla esa protección y la CADH que el Estado deba reconocer y facilitar el cambio de nombre de las personas, de acuerdo con la identidad de género de cada una?
2. En caso de que la respuesta a la anterior consulta fuera afirmativa, ¿se podría considerar contrario a la CADH que la persona interesada en modificar su nombre de pila solamente pueda acudir a un proceso jurisdiccional sin que exista un procedimiento para ello en vía administrativa?
3. ¿Podría entenderse que el artículo 54 del Código Civil de Costa Rica, debe ser interpretado, de acuerdo con la CADH, en el sentido de que las personas que deseen cambiar su nombre de pila a partir de su identidad de género no están obligadas a someterse al proceso jurisdiccional allí contemplado, sino que el Estado debe proveerles un trámite administrativo gratuito, rápido y accesible para ejercer ese derecho humano?
4. Tomando en cuenta que la no discriminación por motivos de orientación sexual es una categoría protegida por los artículos 1 y 24 de la CADH, además de lo establecido en el numeral 11.2 de la Convención ¿contempla esa protección y la CADH que el Estado reconozca todos los derechos patrimoniales que se derivan de un vínculo entre personas del mismo sexo?
5. En caso de que la respuesta anterior sea afirmativa, ¿es necesaria la existencia de una figura jurídica que regule los vínculos entre personas del mismo sexo, para que el Estado reconozca todos los derechos patrimoniales que se derivan de esta relación?

## El procedimiento en la Corte
La Corte Interamericana determinó que la consulta de Costa Rica era admisible, dado que el país es miembro firmante de la Convención Americana de Derechos Humanos y porque ese tribunal internacional tenía asignada la función de interpretar cualquier norma del Pacto de San José, sin que ninguna parte o aspecto de dicho instrumento esté excluido del ámbito de interpretación.
Al declararla admisible, la Corte comunicó la decisión al público en general para que quienes tuvieran interés en el asunto pudieran apersonarse a presentar sus observaciones. Con un total de 91 intervinientes, este caso se convirtió en el que más participantes ha conocido la Corte Interamericana de Derechos Humanos.
Participaron nueve países miembros de la Organización de Estados Americanos (OEA): Argentina, Bolivia, Brasil, Colombia, Guatemala, Honduras, Estados Unidos Mexicanos, Panamá, y Uruguay. También la Comisión Interamericana de Derechos Humanos como organismo de la OEA; y la Oficina del Alto Comisionado de Naciones Unidas para los Derechos Humanos como organismo internacional.
Entre los organismos estatales que participaron están la Comisión de Derechos Humanos del Distrito Federal de México, la Defensoría de los Habitantes de la República de Costa Rica, la Defensoría General de la Nación Argentina, la Defensoría Pública del Estado de Río de Janeiro, el Ministerio Público de la Defensa de la Ciudad Autónoma de Buenos Aires, y la Procuración General de la Nación Argentina.
Participaron también un total de 47 asociaciones internacionales y nacionales, instituciones académicas y organizaciones no gubernamentales; así como 26 personas de la sociedad civil.

## La decisión de la Corte
Tras el proceso de audiencia escrita y oral de los intervinientes, la Corte Interamericana deliberó y resolvió el 24 de noviembre del 2017, aunque su decisión fue notificada a Costa Rica y posteriormente hecha pública hasta el 9 de enero del 2018. 
En total, los jueces realizaron ocho votaciones, siete de las cuales fueron adoptadas por unanimidad de sus miembros:
1. Por unanimidad, decidió que: La Corte es competente para emitir la opinión consultiva.
2. Por unanimidad, es de la opinión que: El cambio de nombre y en general la adecuación de los registros públicos y de los documentos de identidad para que estos sean conformes a la identidad de género autopercibida constituye un derecho protegido por los artículos 3, 7.1, 11.2 y 18 de la Convención Americana, en relación con el 1.1 y 24 del mismo instrumento, por lo que los Estados están en la obligación de reconocer, regular, y establecer los procedimientos adecuados para tales fines.
3. Por unanimidad, es de la opinión que: Los Estados deben garantizar que las personas interesadas en la rectificación de la anotación del género o en su caso a las menciones del sexo, en cambiar su nombre, adecuar su imagen en los registros y/o en los documentos de identidad de conformidad con su identidad de género auto-percibida, puedan acudir a un procedimiento o un trámite: a) enfocado a la adecuación integral de la identidad de género auto-percibida; b) basado únicamente en el consentimiento libre e informado del solicitante sin que se exijan requisitos como certificaciones médicas y/o psicológicas u otros que puedan resultar irrazonables o patologizantes; c) debe ser confidencial. Además, los cambios, correcciones o adecuaciones en los registros, y los documentos de identidad no deben reflejar los cambios de conformidad con la identidad de género; d) debe ser expedito y en la medida de lo posible debe tender a la gratuidad, y e) no debe requerir la acreditación de operaciones quirúrgicas y/o hormonales. El procedimiento que mejor se adecua a esos elementos es el procedimiento o trámite materialmente administrativo o notarial. Los Estados pueden proveer paralelamente una vía administrativa, que posibilite la elección de la persona.
4. Por unanimidad, es de la opinión que: El artículo 54 del Código Civil de Costa Rica, en su redacción actual, sería conforme a las disposiciones de la Convención Americana, únicamente si el mismo es interpretado, bien sea en sede judicial o reglamentado administrativamente, en el sentido que el procedimiento que esa norma establece pueda garantizar que las personas que deseen cambiar sus datos de identidad para que sean conformes a su identidad de género auto-percibida, sea un trámite materialmente administrativo, que cumpla con los siguientes aspectos: a) debe estar enfocado a la adecuación integral de la identidad de género auto-percibida; b) debe estar basado únicamente en el consentimiento libre e informado del solicitante sin que se exijan requisitos como certificaciones médicas y/o psicológicas u otros que puedan resultar irrazonables o patologizantes; c) debe ser confidencial. Además los cambios, correcciones o adecuaciones en los registros, y los documentos de identidad no deben reflejar los cambios de conformidad con la identidad de género; d) debe ser expedito y en la medida de lo posible debe tender a la gratuidad, y e) no debe exigir la acreditación de intervenciones quirúrgicas y/o tratamientos hormonales. En consecuencia, en virtud del control de convencionalidad, el artículo 54 del Código Civil debe ser interpretado de conformidad con los estándares previamente establecidos para que las personas que desean adecuar integralmente los registros y/o los documentos de identidad a su identidad de género auto-percibida puedan gozar efectivamente de ese derecho humano reconocido en los artículos 3, 7, 11.2, 13 y 18 de la Convención Americana
5. Por unanimidad, es de la opinión que: El Estado de Costa Rica, con el propósito de garantizar de manera más efectiva la protección de los derechos humanos, podrá expedir un reglamento mediante el cual incorpore los estándares antes mencionados al procedimiento de naturaleza administrativa el cual puede proveer de forma paralela.
6. Por unanimidad, es de la opinión que: La Convención Americana, en virtud del derecho a la protección de la vida privada y familiar (artículo 11.2), así como del derecho a la protección de la familia (artículo 17), protege el vínculo familiar que puede derivar de una relación de una pareja del mismo sexo.
7. Por unanimidad, es de la opinión que: El Estado debe reconocer y garantizar todos los derechos que se derivan de un vínculo familiar entre personas del mismo sexo de conformidad con lo establecido en los artículos 11.2 y 17.1 de la Convención Americana
8. Por seis votos a favor y uno en contra, es de la opinión que: De acuerdo a los artículos 1.1, 2, 11.2, 17 y 24 de la Convención es necesario que los Estados garanticen el acceso a todas las figuras ya existentes en los ordenamientos jurídicos internos, incluyendo el derecho al matrimonio, para asegurar la protección de todos los derechos de las familias conformadas por parejas del mismo sexo, sin discriminación con respecto a las que están constituidas por parejas heterosexuales.  El juez Eduardo Vio Grossi salvó el voto parcialmente y el juez Humberto Antonio Sierra Porto se inclinó por un voto individual concurrente.

## Consecuencias

### Costa Rica
Aunque su decisión fue adoptada en noviembre del 2017, la Corte Interamericana no notificó a Costa Rica de su resolución hasta el 9 de enero del 2018, en plena campaña electoral para los comicios presidenciales y legislativos. Tras darse a conocer el resultado, el candidato evangélico Fabricio Alvarado del partido Restauración Nacional se disparó en las encuestas de intención de voto, echando mano de un discurso en contra del Sistema Interamericano, prometiendo desconocer lo resuelto por la Corte Interamericana y hasta de abandonar el Pacto de San José. Finalmente logró meterse en el balotaje junto al candidato oficialista, Carlos Alvarado Quesada, quien también experimentó una subida en la intención de voto y ganó en la segunda vuelta.
Como resultado de la Opinión Consultiva, la Sala Constitucional de la Corte Suprema de Justicia falló en agosto de 2018 en contra de la prohibición del matrimonio entre personas del mismo sexo que existía en el país, dando un plazo de 18 meses para la entrada en vigencia de la declaratoria de inconstitucionalidad de la norma.
Asimismo, el Tribunal Supremo de Elecciones de Costa Rica hizo los cambios necesarios en la normativa del Registro Civil para que las personas pudieran cambiar su nombre según su identidad de género autopercibida, y eliminó de las cédulas de identidad la indicación del sexo registral para evitar discrepancias.

### Ecuador
En Ecuador, el Tribunal de Familia, Mujeres, Niños y Adolescentes aplicó el control de convencionalidad y reconoció el matrimonio igualitario, haciendo uso de la decisión de la Corte Interamericana.

### Perú
Tras la negativa en 2020 del Tribunal Constitucional de Perú de obligar al Registro Nacional de Identificación y Estado Civil (RENIEC) de inscribir el matrimonio celebrado en México en 2010 entre el peruano Óscar Ugarteche y el mexicano Fidel Aroche, la pareja ha decidido trasladar su reclamo a la Corte IDH.